# Gerbillus occiduus
Gerbillus occiduus és una espècie de mamífer rosegador de la família dels múrids. És endèmic dels hàbitats sorrencs costaners del sud de l'Antiatles (Marroc). Habita les dunes costaneres amb vegetació dispersa. És una espècie en risc mínim, és a dir, no sembla que hi hagi cap amenaça significativa per a la seva supervivència. El seu nom específic, occiduus, significa ‘occidental’ en llatí.